# Casacoima (khu tự quản)
Casacoima là một khu tự quản thuộc bang Delta Amacuro, Venezuela. Thủ phủ của khu tự quản Casacoima đóng tại Sierra Imataca. Khự tự quản Casacoima có diện tích 2921 km2, dân số theo điều tra dân số ngày 21 tháng 10 năm 2001 là 20545 người.